# Konrad I. (Worms)
Konrad I., auch Konrad von Steinach († 13. April 1171) war von 1150 bis 1171  Bischof von Worms und ließ das heutige Langhaus des Wormser Domes erbauen. 

## Herkunft und Familie
Er entstammte dem Odenwälder  Adelsgeschlecht derer von Steinach, die sich später Landschad von Steinach nannten. Sein Bruder war Bligger I. von Steinach, sein Neffe Bligger II. von Steinach wurde als Minnesänger bekannt.

## Leben und Wirken
Konrad I. von Steinach stand schon früh in enger Bindung zu Pfalzgraf Gottfried von Calw und kam durch ihn an den Hof Kaiser Heinrich V.
Auch der Hof- und Reichspolitik von König Konrad III. und von Kaiser Friedrich Barbarossa blieb der Steinacher verbunden. Ersterer berief ihn im Februar 1150 zum Bischof von Worms. Er nahm an diversen Hoftagen beider Herrscher teil und leistete Heeresdienst auf Barbarossas erstem und zweitem Italienzug. Der Kaiser kam auch öfter zu ihm nach Worms.

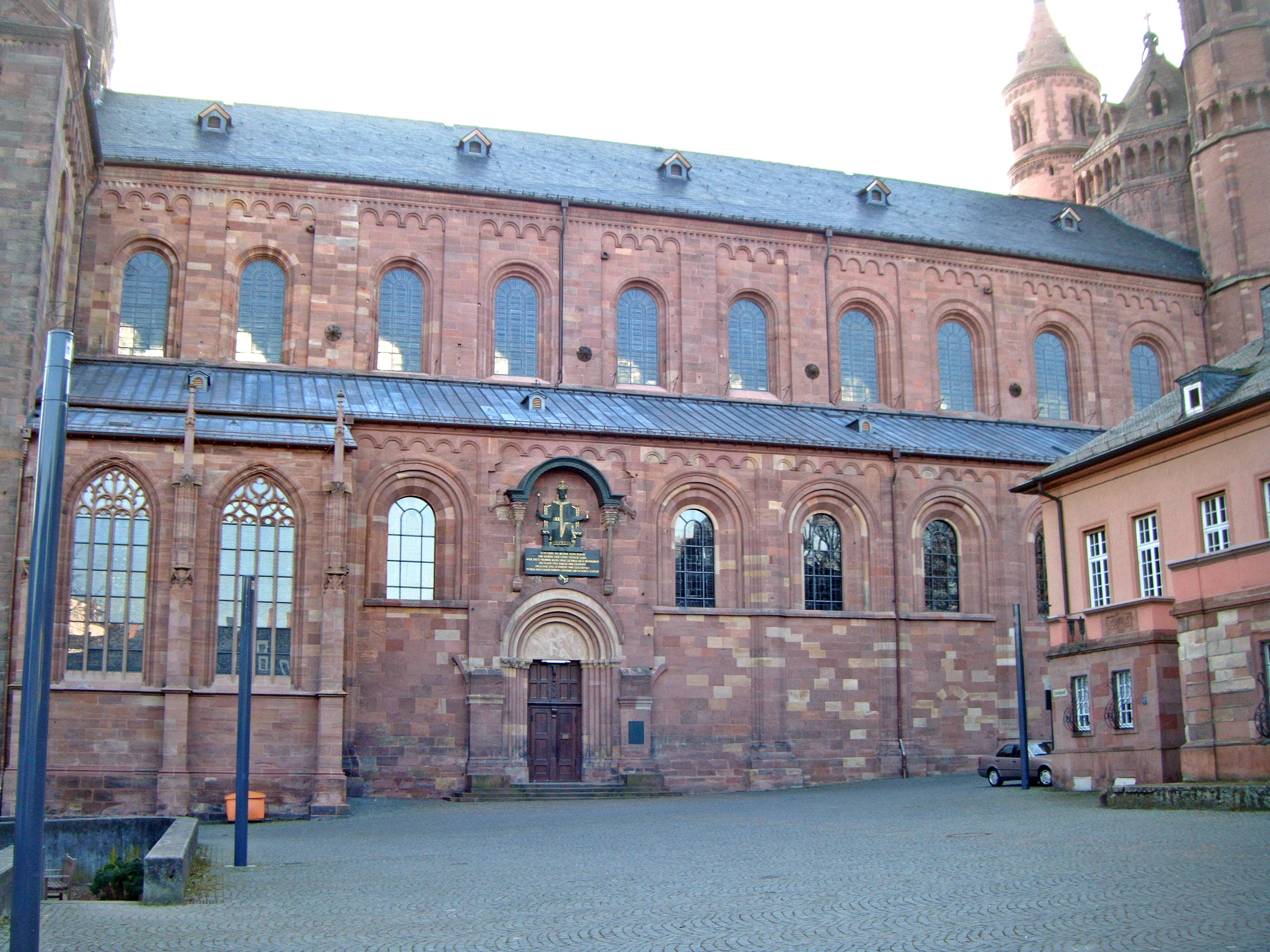
Wormser Dom, Langhaus von Norden

Bischof Konrad von Steinach setzte den Neubau des Wormser Domes fort, den sein Vorgänger Burchard II. um 1130 begonnen hatte. Von jenem stammt das Ostwerk, Konrad von Steinach ließ zwischen 1160 und 1170 das dreischiffige Langhaus errichten. Sein Nachfolger Konrad II. schloss den Bau mit dem neuen Westwerk, um 1181 ab.
Konrad von Steinach förderte das unter seinem Vorgänger gegründete 
Kloster Schönau und schenkte ihm weitere Güter. Schon in der Stiftungsurkunde von 1142 trat er mit seinem Bruder als Zeuge auf. 
Er starb 1171 und wurde im Wormser Dom bestattet. Öfter kolportierte Berichte von seinem Tod im Orient und seiner Beisetzung in Tyros beruhen offenbar auf einer Verwechslung. Friedrich Zorn überliefert in der Wormser Chronik die Grabinschrift.